# Latvijas PSR čempionāts futbolā 1961
L'edizione 1961 del massimo campionato di calcio lettone fu la 17ª come competizione della Repubblica Socialista Sovietica Lettone; il titolo fu vinto dall'ASK, giunto al suo quarto titolo.

## Formato
Il campionato era formato da otto squadre che si incontrarono in gare di sola andata per un totale di 7 turni; erano assegnati due punti alla vittoria, un punto al pareggio e zero per la sconfitta.

## Classifica finale
|                        | Pos. | Squadra             | Pt | G | V | N | P | GF | GS | DR  |
| ---------------------- | ---- | ------------------- | -- | - | - | - | - | -- | -- | --- |
| RSS Lettone (bandiera) | 1.   | ASK Rīga            | 14 | 7 | 7 | 0 | 0 | 31 | 3  | +28 |
|                        | 2.   | Pilots Riga         | 10 | 7 | 5 | 0 | 2 | 18 | 6  | +12 |
|                        | 3.   | Tosmares c. Liepaja | 8  | 7 | 3 | 2 | 2 | 13 | 9  | +4  |
|                        | 4.   | CSK Broceni         | 6  | 7 | 3 | 0 | 4 | 12 | 12 | +0  |
|                        | 5.   | Ventspils           | 6  | 7 | 2 | 2 | 3 | 9  | 15 | -6  |
|                        | 6.   | RVR Riga            | 5  | 7 | 2 | 1 | 4 | 12 | 16 | -4  |
|                        | 7.   | Daugavpils          | 4  | 7 | 2 | 0 | 5 | 6  | 28 | -22 |
|                        | 8.   | Vulkans Kuldiga     | 3  | 7 | 1 | 1 | 5 | 8  | 20 | -12 |